# 航空会社のロゴの一覧
航空会社のロゴの一覧（こうくうがいしゃのロゴのいちらん）とは、現在の航空会社のロゴ・垂直尾翼の塗装などのブランドの一覧である。

## 動物
- エーゲ航空 - 2匹のカモメホノルル
- アルゼンチン航空 - コンドル。
- アビアンカ航空 - コンドル。
- アルジェリア航空 - ツバメ（アルジェリアの国鳥）。
- エア・アラビア - ツバメ。
- 高麗航空 - 朝鮮半島をかたどったコウノトリ。
- リトアニア航空 - ツル。
- モーリシャス航空 - シラオネッタイチョウ。
- 澳門航空 - ハト。
- ニューギニア航空 - アカカザリフウチョウ。
- セーシェル航空 - ヒメアジサシ。
- アメリカン航空 - ワシ。
- アリアナ・アフガン航空 - 鳥をかたどっているが、種類は不明。
- ビーマン・バングラデシュ航空 - 鳥をかたどっているが、種類は不明。
- カリビアン航空 - ハチドリ。
- セブパシフィック航空 - フィリピンワシ。
- 中国東方航空 - ツバメ。赤は真紅の太陽、紺碧の青は大海を表す。また、"CHINA EASTERN"のイニシャル「C」と「E」をかたどっている。
- コンドル航空 - コンドル。
- フロンティア航空 - 様々。
- ガルフ・エア - タカ。
- イラク航空 - ツバメ。
- 日本航空 - ツル。「鶴丸」と呼ばれ親しまれている。
- クウェート航空 - ハヤブサ。
- ライオン・エア - ライオン。
- LOTポーランド航空 - ツル。
- MIATモンゴル航空 - ウマ。
- ルフトハンザドイツ航空 - ツル。
- カンタス航空 - カンガルー。
- カタール航空 - アラビアオリックス。
- 四川航空 - カモメ。四本線は四川省を流れる嘉陵江、岷江、沱江、涪江の4つの川を表している。
- シルクエアー - カモメ。
- スリランカ航空 - クジャク。
- シリア・アラブ航空 - コンドル。
- TAAGアンゴラ航空 - セーブルアンテロープ。
- TACA航空 - コンゴウインコ。現在はアビアンカ航空傘下に入ったため、ロゴは消滅した。
- タロム航空 - ツバメ。
- チュニスエア - ガゼル。
- トルコ航空 - ハイイロガン。
- トルクメニスタン航空 - 白いサギ。
- ウクライナ国際航空 - 鳥をかたどっているが、種類は不明。
- 厦門航空 - サギ（白鷺）。

## 植物
- エアリンガス - シャムロック（三つ葉のクローバー）。
- エア・カレドニア・インターナショナル - ハイビスカスの花。
- エア・カナダ - カエデの葉。
- ニュージーランド航空 - コルー（シダの葉）。
- エア・タヒチ・ヌイ - クチナシの花。
- 中華航空 - ウメの花（台湾の国花）。
- 中国南方航空 - カポックの花。
- エーデルワイス航空 - エーデルワイス。
- ラオス国営航空 - プルメリアの花。
- ミドル・イースト航空 - レバノン杉。
- タイ国際航空 - ランの花。
- ベトナム航空 - ハスの花。

## 空想上の生き物
- 中国国際航空 - 鳳凰。「VIP」の三文字をかたどっている。
- キャセイパシフィック航空 - 「ブラッシュウィング」（Brush Wing）と呼ばれる中国風書道で描かれた鳥。背景は翡翠色である。
- キャセイドラゴン航空 - 「ブラッシュウィング」（Brush Wing）と呼ばれる中国風書道で描かれた鳥。背景は赤色である。
- ロイヤルブータン航空 - 龍。
- エジプト航空 - エジプト神話における天空の神ホルス。
- ガルーダ・インドネシア航空 - ヒンドゥー教の神鳥ガルーダ（カルラ）。
- 海南航空 - 大鵬金翼鳥の金色の翼、日月珠、金色の角、嘴、如意祥雲が描かれている。
- イラン航空 - グリフィン。
- シンガポール航空 - シルバークリス（SilverKris）と呼ばれる空想上の鳥。

## 人物
- アエロメヒコ航空 - アステカの鷲の戦士。
- アラスカ航空 - イヌイットの男性。
- ハワイアン航空 - 「プアラニ」と呼ばれるハワイの女性。
- ノルウェー・エアシャトル - 様々な北欧の有名人。

## 国旗、国章
- アエロフロート・ロシア航空 - ロシアの国旗。
- 高麗航空 - 北朝鮮の旗。
- エア・カナダ - カナダの国旗のイロハカエデ。
- エールフランス航空 - フランス国旗のトリコロールカラー。
- エア・インディア - インド国旗のアショーカ・チャクラと白鳥。
- マルタ航空 - マルタ十字。
- アリタリア-イタリア航空 - 「A」という文字がイタリア国旗の緑・白・赤で描かれている。
- アメリカン航空 - アメリカの星条旗。
- オーストリア航空 - オーストリア国旗にシェブロンが描かれている。
- ブリティッシュ・エアウェイズ(英国航空) - イギリスのユニオン・ジャック。
- ブルガリア航空 - ブルガリアの国旗。
- エル・アル航空 - イスラエルの国旗。
- エチオピア航空 - エチオピア連邦民主共和国国旗の緑・黄・赤が描かれている。
- エミレーツ航空 - アラブ首長国連邦の国旗。
- フィンエアー - フィンランド国旗の十字の藍色で「F」という文字が描かれている。
- イベリア航空 - スペイン王国国旗の黄・赤が描かれている。
- ケニア航空 - ケニア共和国国旗の黒、赤、緑が描かれていて、2レターコードの「KQ」の2文字を合わせたものが書かれている。
- 大韓航空 - 大韓民国国旗の太極。
- パキスタン国際航空 - パキスタン・イスラム共和国の国旗。
- ロイヤルブルネイ航空 - 「RB」という文字と、ブルネイの国のエンブレムが描かれている黄色の背景。
- ロイヤルヨルダン航空 - ヨルダンの君主の王冠。
- サウディア - ヤシの木と2本の交わった剣。サウジアラビアの国章。
- 南アフリカ航空 - 南アフリカの国旗と太陽。
- スイス国際航空 - スイスの国旗。
- ウズベキスタン航空 - ウズベキスタンの国旗。

## 模様、オブジェクト
- エアトランザット - 青い星。
- アシアナ航空 - 「エナジー・オブ・セクトン」というコンセプトのカラー。セクトンとは、青、赤、黄、白、黒の5色を指し、韓国の伝統的なカラーリングで、それらが組み合わされている。
- アズールブラジル航空 - ブラジルの形。
- コパ航空 - 地球儀。1999年にコンチネンタル航空がコパ航空と業務提携をしたため、コンチネンタル航空(現ユナイテッド航空)と似たデザインを採用している。
- チェコ航空 - 赤いダイヤモンド。
- デルタ航空 - 三角洲をモチーフにした上向きの三角形。
- エティハド航空 - 「ファセット・オブ・アブダビ」と呼ばれる、砂漠をイメージさせる色使いと幾何学模様。
- エバー航空 - エバーグリーン・グループ（長榮海運）の社章。
- アイスランド航空 - 白夜をイメージした黄色、火山をイメージしたオレンジ色、アイスランドの暗い海をイメージした青色。
- IndiGo - 青とインディゴのストライプ。
- KLMオランダ航空 - 王冠。
- LATAM チリ - 4本の青い線と3本の赤い線。
- マレーシア航空 - ワウ・ブランと呼ばれる凧。
- オリンピック航空 - 6つの輪。
- フィリピン航空 - 赤と青の帆と太陽を重ね合わせたもの。
- ライアンエアー - 空飛ぶ天使とハープを合わせたもの。
- TUIエアウェイズ - 赤で描かれたスマイルのマーク。
- ユナイテッド航空 - 幅広い目的地を示す地球儀。

## 社名
- アドリア航空 - イニシャルの「A」とそれを上下反転させたものを繋げたもの。
- エアアジア - 赤の尾翼と「AirAsia」という文字。
- エア・ヨーロッパ - 社名の「Air Europa」の「ae」を繋げたもの。
- 全日本空輸 - 「ANA」の文字とトリトンブルー、モヒカンブルーの背景。
- ブリュッセル航空 - 14個のオレンジ色の点で「b」と書かれている。かつては13個であったが、13は欧州では忌み数とされているため、変更された。
- イージージェット - オレンジ色の背景と「easyJet」の文字。
- ジェットブルー航空 - 白い「jetBlue」の文字と青色ベースの背景。
- S7航空 - 白字の「S7」と黄緑色の背景。
- スカンジナビア航空 - 青い背景に白字の「SAS」。
- サウスウエスト航空 - 「SouthWest」と白文字で書かれた青、黄、赤の背景。
- スピリット航空 - 黄色の背景に「spirit」と黒文字で書かれている。
- TAPポルトガル航空 - 黄緑色の「TA」と、赤色の「P」。
- ヴァージン・アトランティック航空 - 「Virgin」の筆記体。